# Compañía de Transmisiones de Puesto de Mando Fijo
La misión principal del CTPCF proporcionará al Mando y a su Cuartel General, las capacidades de mando, control, telecomunicaciones e información (C3I) necesarias para dirigir y controlar las operaciones que se le asignen.
La Compañía de Puestos de Mando Fijo (CTPCF) es una Unidad integrante del Batallón de Transmisiones de la UME (BTUME). El cual pertenece a la Unidad Militar de Emergencias.
El mando lo ejerce un Capitán del Ejército de Tierra, Cuerpo General, Escala de Oficiales, preferentemente de la Especialidad Fundamental Transmisiones.

## Estructura orgánica
La Cía. CTPCF se compone de:
- Sección de Centro de Comunicaciones (CECOM).
- Sección de Centro de Asistencia al Usuario (CAU).
- Sección de Servicios CIS.
- Centro de Control de Sistemas (CONSIS).

## Cometidos
Sección de Centro de Comunicaciones (CECOM).
Gestionar el sistema de mensajería oficial (MESINCET, SIMENDEF) en el entorno de la UME.
Establecer, de acuerdo a normas particulares, un Servicio H24 que asegure la continuidad de los CIS de la UME en un régimen 24/7.
Gestión, supervisión y control de los circuitos y líneas del CCIS UME como RCT-176 del STM. 
Establecer el Centro de Mensajería Oficial del CG UME (CEMEN) para sistemas CLASIFICADOS Y SINCLAS. 
Realizar trabajos de tendido, mantenimiento y reparación de líneas a través del Pelotón de Líneas.
Supervisar las diferentes Redes en las que se integra la UME (CSN, Presidencia, etc.).
Sección de Centro de Asistencia al Usuario (CAU).
Proporcionar un servicio de atención de incidencias a usuarios (I-CIS/Helpdesk) para el CG UME, BTUME y UCG según Norma General de Atención al Usuario.
Responsable del despliegue de material del PMF para operaciones y/o ejercicios.
Sección de Servicios CIS.
Realizar la administración de los dominios RENEM, MDEF y sistema SIMGE a nivel usuario. 
Operar y mantener la arquitectura y, en su caso, resolver las incidencias de networking, telefonía IP, enrutamiento y conexionado lógico de la RETUME.
Gestionar la seguridad de la Red UME.
Implementar, en su caso, las nuevas infraestructuras CIS que se determinen.
Gestionar el ancho de banda de la red satélite SPAINSAT a disposición de la UME, así como de la red satélite de banda ancha (BGAN INMARSAT), de acuerdo a las directrices del CONSIS.
Gestionar la red SIRDEE de la UME.
Gestionar las frecuencias radio VHF Y HF (civil y militar) asignadas a la UME.
Gestionar el servicio de videoconferencia del CG UME. 
Instalar, operar y mantener el servicio de megafonía.
Gestionar los servicios de IPTV y grabación de llamadas de voz.
Operar y mantener los sistemas audiovisuales del CG UME.
Centro de Control de Sistema (CONSIS).
Gestión y control de las Operaciones de Red de la RETUME.
Monitorizar la red y servicios de la UME a través de las herramientas de gestión implantadas.
Gestión de incidencias y novedades de la RETUME.
Proponer mejoras a J& del CG. en la RETUME de acuerdo al análisis de los eventos identificados.
Gestión de la intervención de las áreas técnicas del CCIS, para resolución de las incidencias que se presenten en la operación de la RETUME.
Asesorar a JEBTUME en todo lo relativo al funcionamiento, operación, eventos, incidencias y propuestas de mejora de la RETUME.
Conformar el elemento de Telecomunicaciones e Información del CISCC, cuando se constituya.

## Ubicación
La Compañía CTPCF se encuentra situada en la Base Aérea de Torrejón de Ardoz (Madrid)

## Sistemas de Telecomunicaciones

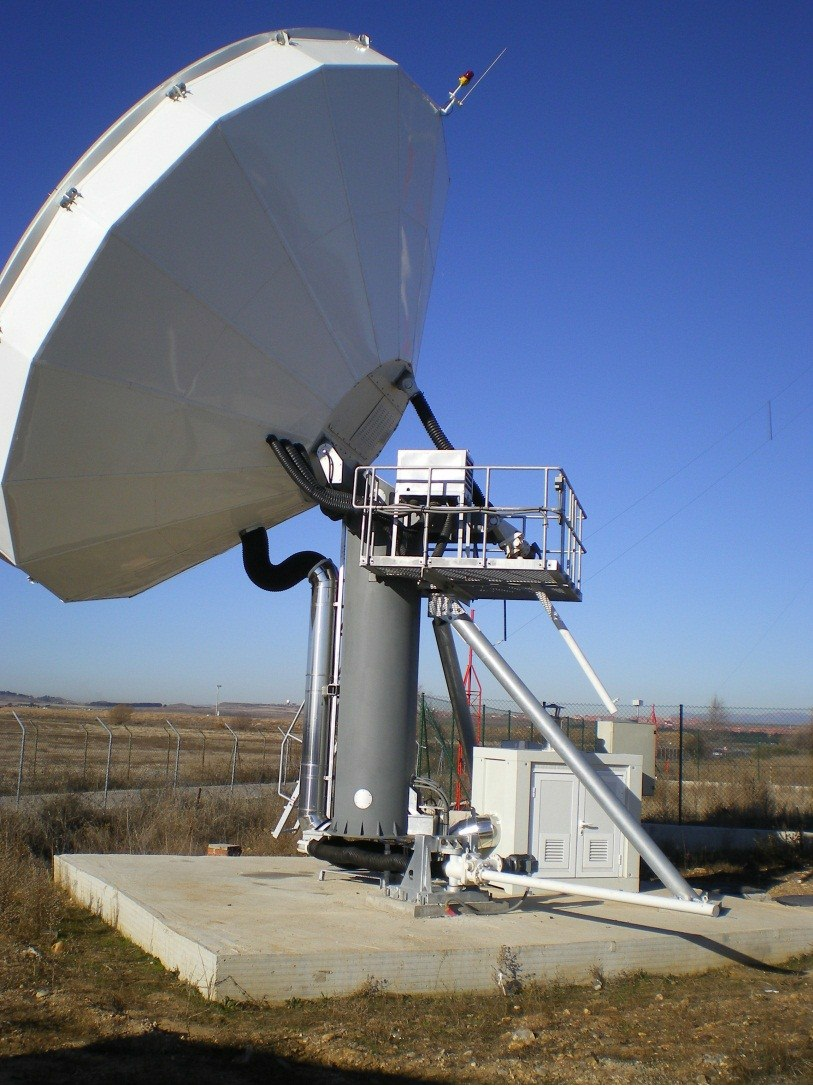
Estación de anclaje satélite UME.
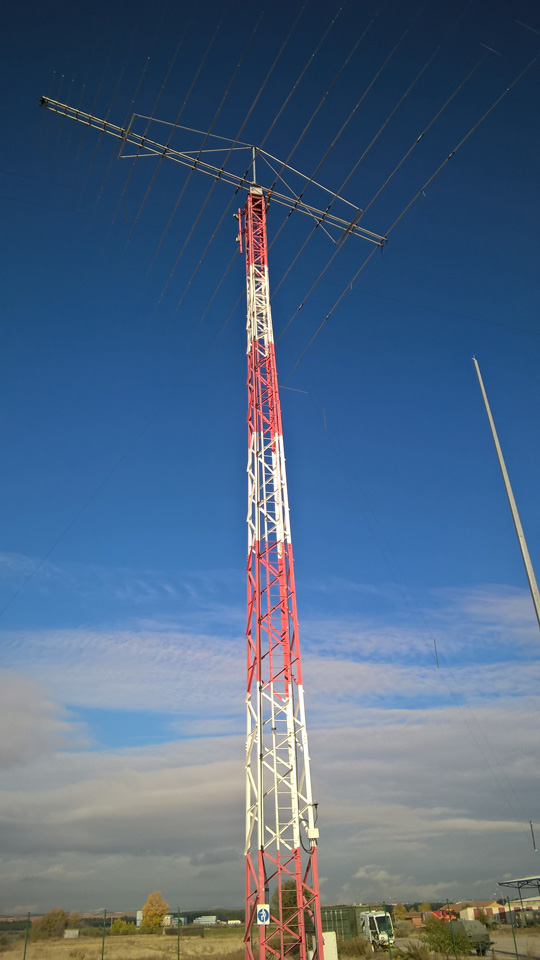
Antena HF multibanda.